# 유엔 통행증

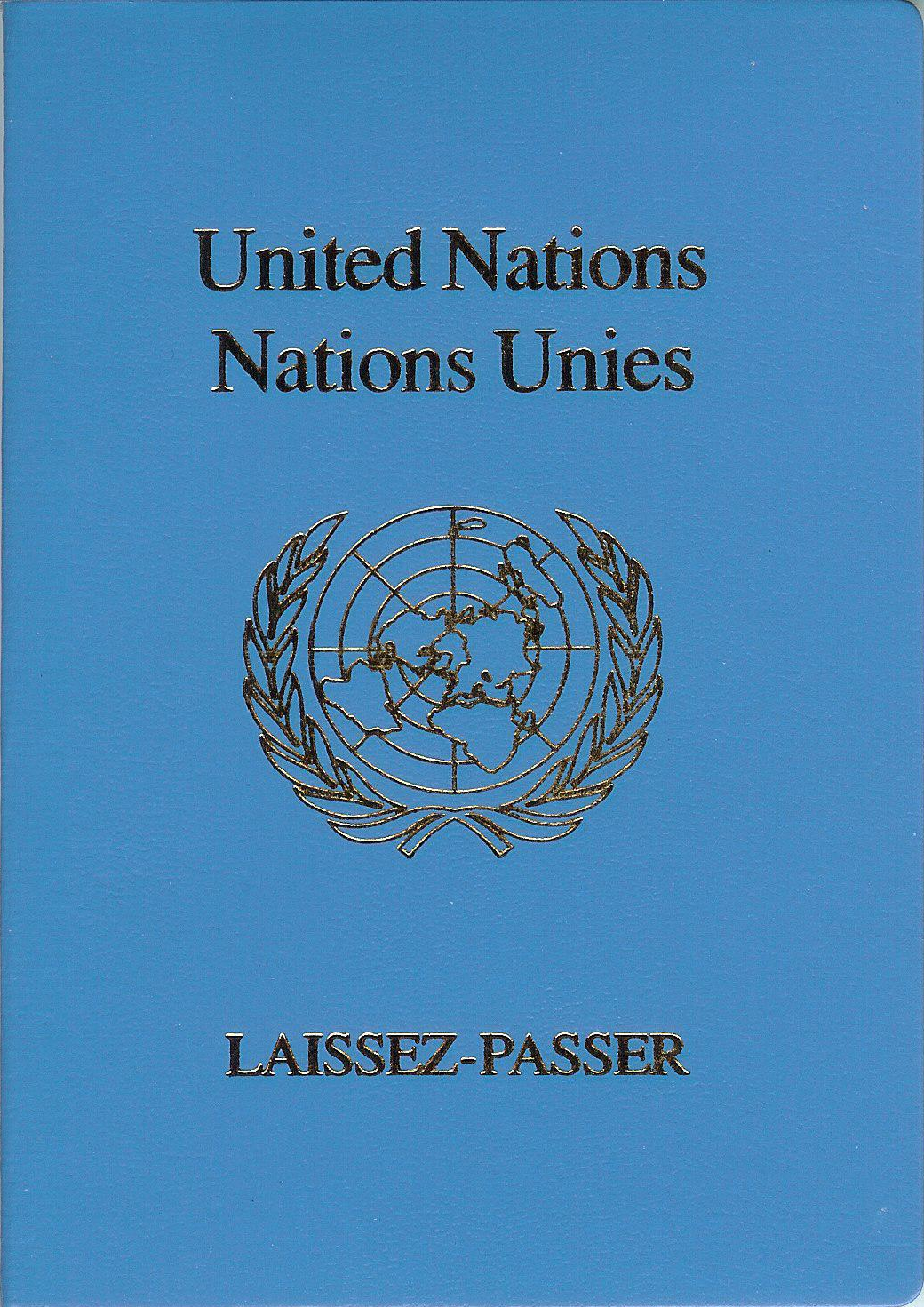
유엔 통행증

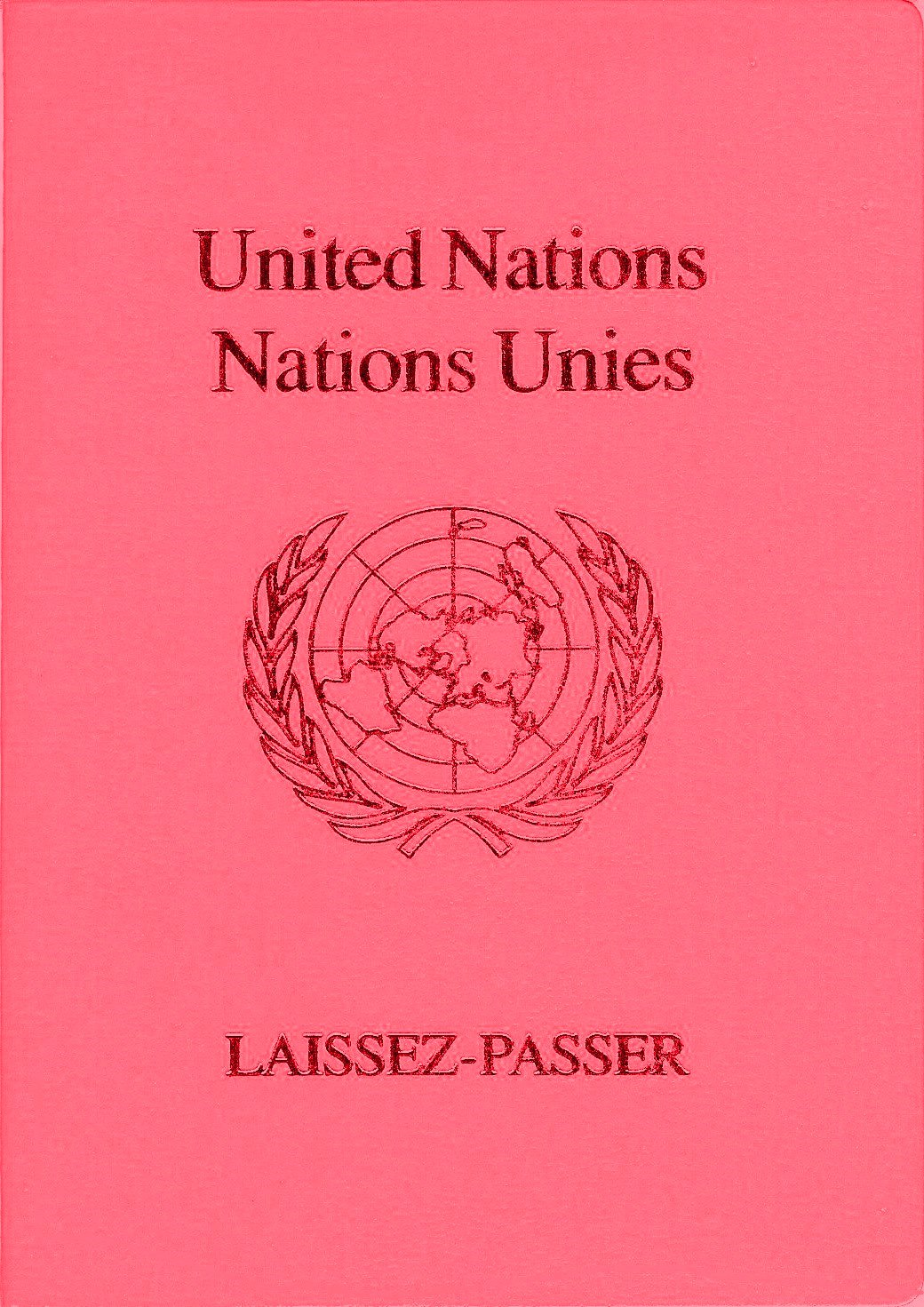
유엔 통행증

유엔 통행증(國際聯合 通行證, 영어: United Nations laissez-passer, UNLP)은 유엔(UN) 및 그 산하 기구 또는 유럽 연합(EU), 적십자 같은 국제 기구 소속 직원에게 발급되는 업무용 여행 증명서이다. 여권은 아니지만 여권에 준해서 취급되여지고 있다.
이 '여권'으로는 일부 공산국가를 제외하고는 무비자로 세계 모든 나라를 방문할 수 있다. 하지만 업무 목적으로만 사용할 수 있고 개인 여행 목적 등 업무 외 목적으로는 사용할 수 없다.

## 발급 조건
FS-4급 이상의 직책으로서 UN 내의 팀 리더 혹은 팀장급을 맡았을 때부터 발급을 받을 수 있다.

## 같이 보기
- 유럽연합 통행증(영어판)